# United Counties of Leeds and Grenville
United Counties of Leeds and Grenville är ett county i Kanada.   Det ligger i provinsen Ontario, i den sydöstra delen av landet, 60 km söder om huvudstaden Ottawa. Antalet invånare är 67 958. Arean är 3 384 kvadratkilometer.